# Czepełare (gmina)
Czepełare (bułg. Община Чепеларе)  − gmina w południowej Bułgarii, w obwodzie Smolan.

## Miejscowości
Miejscowości wchodzące w skład gminy Czepełare:
- Bogutewo (bułg.: Богутево),
- Chwojna (bułg.: Хвойна),
- Czepełare (bułg.: Чепеларе) - siedziba gminy,
- Drjanowec (bułg.: Дряновец),
- Lilekowo (bułg.: Лилеково),
- Malewo (bułg.: Малево),
- Orechowo (bułg.: Орехово),
- Ostrica (bułg.: Острица),
- Pawełsko (bułg.: Павелско),
- Progled (bułg.: Проглед),
- Studenec (bułg.: Студенец),
- Zabyrdo (bułg.: Забърдо),
- Zornica (bułg.: Зорница).